# Drużnia
Drużnia (ukr. Дружня) – wieś na Ukrainie, w obwodzie kijowskim, w rejonie buczańskim. W 2001 liczyła 1803 mieszkańców, wśród których 1703 jako ojczysty wskazało język ukraiński, 43 rosyjski, 2 białoruski, 51 romski, a 4 inny.
Znajdują tu się stacja kolejowa Borodzianka oraz przystanek kolejowy Chutir Haj, położone na linii Kijów – Korosteń – Kowel.